# هانك ويليامز الابن
راندال هانك ويليامز (بالإنجليزية: Hank Williams Jr.)‏ (من مواليد 26 مايو 1949)، والمعروف باسم «هانك ويليامز الابن»، ومعرف أيضا بلقب بوسيفوس "Bocephus"، هو مغني وكاتب أغاني كانتري أمريكي. تعتبر موسيقاه مزيجًا من موسيقى الكانتري والبلوز والروك الجنوبي. وهو ابن مغني الكانتري هانك ويليامز ووالد هانك ويليامز الثالث.
بدأ ويليامز مشواره على خطى والده المشهور، حيث غنى أغاني والده وقلد أسلوبه. تطور أسلوب ويليامز ببطء حيث كان يكافح للعثور على مكانه داخل عالم موسيقى الكانتري. توقفت مسيرته فجأة بعد سقوطه من سفح جبل أجاكس بيك في مونتانا في 8 أغسطس 1975، وكاد يقضي نحبه في الحادث. قضي فترة طويلة وهو يتعافى، وعاد بعدها ليخرج عن التيار السائد في ناشفيل بمزيج من موسيقى الروك والبلوز. شهد ويليامز أكبر نجاحاته في الثمانينيات، ونال إعجاب جمهور الكانتري والأصناف الأخرى. أجاد ويليامز العزف على عدة آلات.

## السيرة
ولد هانك ويليامز في 26 مايو 1949 في مدينة شريفبورت في لويزيانا، حيث كان والده وقتها ضيفا منتظما على برنامج لويزيانا هيرايد. لقبه والده «بوسيفوس» على الدمية التي كان يستخدمها رود براسفيلد في عروض التكلم من البطن. توفي والده في عام 1953، وربته والدته أودري ويليامز. اختلط مع عدد من نجوم الموسيقى في طفولته، وهو ما أثر على موسيقاه لاحقا. غنى ويليامز أغاني والده على المسرح وهو في سن الثامنة. وأصدر أول تسجيل في عام 1964 وهو بعر الخامسة عشرة، بأغنية والده "Long Gone Lonesome Blues". التحق بمدرسة جون أوفرتون الثانوية في ناشفيل، وكان يغني في العروض المدرسية. أول ظهور تلفزيوني له كان في عام 1964 في حلقة من برنامج جيمي دين، حيث غنى في سن الرابعة عشرة عدة أغان لوالده، كما حل ضيفا على برنامج شينديغ في وقت لاحق من ذلك العام.
نالت إصدارات ويليامز عدة نجاحات خلال الستينيات وأوائل السبعينيات، إلا أنه شهرته ظلت مرتبطة بأبيه ولم يتمكن من تكوين شهرته الخاصة. اضطربت حياته في تلك الفترة بسبب تعاطي المخدرات والكحول، فانتقل إلى ألاباما لكي يركز طاقته وحياته الشخصية، وبدأ يعزف مع فناني الروك الجنوبي مثل وايلون جينينغز وتوي كالدويل وتشارلي دانيالز.
في 8 أغسطس 1975، كاد أن يقُتل في حادث أثناء تسلقه لجبل أجاكس بيك في مونتانا، حيث انهار الثلج تحته وسقط من علو 500 قدم (150 م) تقريبًا على الصخور. عانى من كسور في الجمجمة والوجه. أمضى عامين وهو يتعافى من إصاباته، وأجرى العديد من العمليات الجراحية الترميمية وتعلم الكلام والغناء من جديد. ربى ويليامز لحيته وبدأ ارتداء النظارات الشمسية وقبعة رعاة البقر لإخفاء الندوب والتشوه من الحادث، وأصبح هذا مظهره المميز الذي يظهر به دائما.

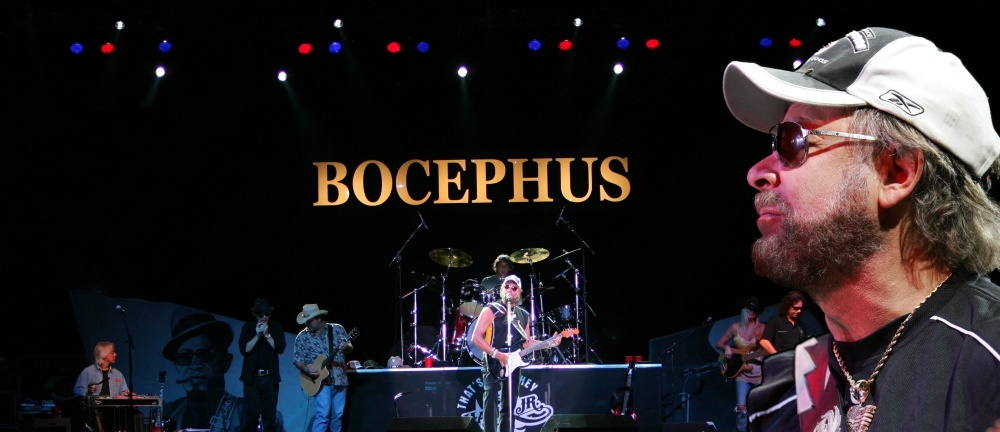
هانك ويليامز الابن في حفل موسيقي في منتجع تشوماش كازينو في سانتا إينز في كاليفورنيا، في 4 أغسطس 2006

في عام 1976، كتبت عنه مجلة رولينج ستون أن «أعمال ويليامز من أفضل أعمال التيار السائد في ناشفيل». على أنه وصل إلى ذروة مسيرته بعد أن خرج عن التيار السائد واتجه أكثر نحو الروك الجنوبي. كان إنتاجه غزيرا طوال الثمانينيات، وأحيانًا كان يصدر ألبومين في العام، وأصدر 18 ألبوم تسجيلي وثلاثة ألبومات تجميعية بين عامي 1979 و 1992، ونالت جميعها تصنيف الذهب من قبل رابطة التسجيلات. كما وصلت ثمان أغاني له من تلك الفترة المرتبة الأولى في قائمة بيلبورد لأغاني الكانتري، وذلك من مجموع عشر أغاني احتلت المركز الأول على القائمة خلال مسيرته الفنية. حاز جائزة فنان العام في عامي 1987 و 1988، من قبل جمعية موسيقى الكانتري، كما نال نفس الجائزة في أعوام 1987 و 1988 و 1989 من أكاديمية موسيقى الكانتري.
في عام 1989، سجل أغنية "There’s a Tear in My Beer" في ثنائي مع والده باستخدام تقنية الدمج الإلكتروني. تم دمج فيديو كليب الأغنية من لقطات تلفزيونية لهانك ويليامز الأب، وأدخل معه هانك الابن ليظهر كما لو أنه كان يغني مع والده. حقق الفيديو نجاحًا بين النقاد والجمهور، وحصل على لقب فيديو العام من قبل كل من جمعية موسيقى الكانتري وأكاديمية موسيقى الكانتري، كما فاز ويليامز بجائزة غرامي في عام 1990 عن أفضل تعاون صوتي في موسيقى الكانتري.
من الأغاني التي اشتهر بها كانت "A Country Boy Can Survive". أعاد تأليفها في عام 2001 بعد أحداث 11 سبتمبر، وأعاد تسميتها "America Can Survive".
استخدمت أغنيته "All My Rowdy Friends Coming Over Tonight" من عام 1984 كأغنية البداية لبرنامج Monday Night Football بين عامي 1989 و 2011. ونال عنها ويليامز أربع جوائز إيمي لأربع سنوات متتالية بين عامي 1991 و 1994.

## الأحداث البارزة
قدم ويليامز عرضا افتتاحيا لمباراة سوبربول الأربعين في 5 فبراير 2006 على محطة ABC.
في 11 نوفمبر 2008، تم تكريم ويليامز كأيقونة لشركة بي إم آي للنشر في حفل توزيع جوائز بي إم آي كانتري السنوي السادس والخمسين.
في عام 2011، حصل ويليامز على لقب «سبعة أساطير حية» من مسقط رأسه في شريفبورت، من قبل المقدم داني فوكس من محطة KWKH الإذاعية. وكان بينهم مغني الكانتري كلود كينغ.

## السياسة
شارك ويليامز في السياسة مع الحزب الجمهوري. أعاد تأليف أغنيته We Are Young Country لصالح حملة بوش وتشيني في انتخابات الرئاسة الأمريكية عام 2000. كما ساند المرشح الرئاسي الجمهوري جون ماكين في انتخابات عام 2008. كما قدم مساهمات في الحملات الانتخابية الفيدرالية، ومعظمها للجمهوريين، مثل حملة ميشيل باكمان الرئاسية لعام 2012.

### فوكس أند فريندز
ظهر ويليامز في مقابلة «فوكس أند فريندز» في 3 أكتوبر 2011 على قناة فوكس نيوز، وأشار إلى مباراة الغولف التي شارك فيها الرئيس باراك أوباما ورئيس مجلس النواب الجمهوري جون بوينر ضد نائب الرئيس جو بايدن وحاكم ولاية أوهايو جون كاسيتش، قائلين إلى أنها «إحدى أكبر الأخطاء السياسية على الإطلاق». عندما سئل عن سبب تضايقه من المباراة، قال ويليامز أن الأمر يشبه «أن يقوم هتلر بلعب الغولف مع نتنياهو» وقال أيضًا إن الرئيس ونائب الرئيس كانوا «الأعداء» وقارنهم بـ «الثلاثة المضحكين». وعندما سألته المذيعة غريتشين كارلسون عن سبب مقارنة الرئيس بأكثر شخص مكروه في التاريخ، أجاب أنه يصف الأمر «كما هو». نتيجة لهذه التصريحات، أسقطت محطة ESPN أغنية ويليامز الافتتاحية من برنامجها Monday Night Football واستبدلتها بالنشيد الوطني.
قال ويليامز في وقت لاحق إن تشبيهه كان «متطرفًا ولكن كان يريد إيضاح نقطته»، وأنه كان يحاول إيضاح مدى «سخافة هذه المقابلة بين قطبين متضادين». كما أردف «أن الطبقة العاملة تتألم ولا أحد يهتم، عندما يتصارع الطرفان في الحفرة التاسعة في حين يكون الجميع بلا وظائف، فهذا الأمر يجعلنا غاضبين». قالت محطة ESPN في وقت لاحق إنها «أصيبت بخيبة أمل كبيرة» في تعليقات ويليامز، وسحبت افتتاحيته من بث تلك الليلة.
أعلنت ESPN بعد ثلاثة أيام أن أغنية ويليامز لن تعود إلى برنامجها، بعد أن كانت جزءا ثابتا منه منذ عام 1989. عبر ويليامز عن تحديه وعدم مبالاته على موقعه على الإنترنت، وقال إنه هو الذي اتخذ القرار. بقي نجل ويليامز، هانك ويليامز الثالث، محايدًا في النقاش، وأخبر موقع تي ام زي أن معظم الموسيقيين، بمن فيهم والده، «ليسوا أهلا» للنقاش السياسي.
بعد سحب أغنيته من البرنامج، سجل ويليامز أغنية تنتقد أوباما و ESPN و Fox & Friends بعنوان "Keep the Change". أصدر الأغنية على موقع iTunes وعبر التنزيل المجاني على موقعه. تم تحميل الأغنية أكثر من 180,000 مرة خلال يومين.
استمر ويليامز في نشر آرائه حول الرئيس أوباما؛ خلال حفلة في معرض ولاية أيوا في أغسطس 2012، ووصف أوباما بأنه مسلم وقال للحشود: «لدينا رئيس مسلم يكره الزراعة، ويكره الجيش، ويكره الولايات المتحدة، ونحن نكرهه!» 
في 5 يونيو 2017، أعلنت ESPN أن ويليامز سيعود إلى برنامج Monday Night Football لموسم كرة القدم عام 2017.

## روابط خارجية
- هانك ويليامز الابن على موقع IMDb (الإنجليزية)
- هانك ويليامز الابن على موقع الموسوعة البريطانية (الإنجليزية)
- هانك ويليامز الابن على موقع ميوزك برينز (الإنجليزية)
- هانك ويليامز الابن على موقع رولينغ ستون (الإنجليزية)
- هانك ويليامز الابن على موقع إن إن دي بي (الإنجليزية)
- هانك ويليامز الابن على موقع أول ميوزيك (الإنجليزية)
- هانك ويليامز الابن على موقع ديسكوغز (الإنجليزية)
- هانك ويليامز الابن على موقع ديسكوغز (الإنجليزية)
- هانك ويليامز الابن على موقع قاعدة بيانات الفيلم (الإنجليزية)